# Берхтолд фон Ешенбах
Берхтолд I фон Ешенбах (на немски: Berchtold I. von Eschenbach; † между 20 февруари и 19 октомври 1236) от влиятелния род Ешенбах е фрайхер на Ешенбах в кантон Люцерн в Швейцария.

## Произход
Той е син на фрайхер Валтер II фон Ешенбах († 1226) и съпругата му Ита фон Оберхофен († сл. 1227), дъщеря на Вернер фон Оберхофен.

## Фамилия
Берхтолд I фон Ешенбах се жени за фон Регенсберг († сл. 1236), дъщеря на граф Луитолд IV фон Регенсберг († 18 ноември 1218 в Акон, Палестина) и графиня фон Кибург-Дилинген, дъщеря на граф Хартман III фон Кибург-Дилинген († сл. 22 август 1180) и графиня Рихенца фон Баден († ок. 24 април 1172). Те имат децата:
- деца фон Ешенбах
- Валтер III фон Ешенбах († юни 1299), фрайхер, основател на манастир „Св. Катринен“/Ешенбах, женен на 15 януари 1254 г. за Кунигунда фон Зулц († сл. 1309), дъщеря на граф Алвиг VI фон Зулц († ок. 1236/сл. 1240) и фон Вартенберг/или Хедвиг фон Хабсбург († 30 януари 1250), сестра на римско-немския крал Рудолф I († 1291)
- Конрад фон Ешенбах
- Берхтолд II фон Ешенбах
- Берхта фон Ешенбах, омъжена за Вернер фон Кин
- Елизабет фон Ешенбах, омъжена за Улрих III фон Бютикон